# Moravský podzim
Moravský podzim je hudební festival klasické hudby v Brně, který se koná každoročně od roku 1966.
Při svém vzniku byl přísně tematický, zahrnoval mimo koncerty a operní představení také muzikologická kolokvia. Jeho původní název byl Mezinárodní hudební festival Brno. Od roku 1993 se festival koná v pevném termínu přelomu září a října s podtitulem Moravský podzim. V roce 1996 se v rámci festivalu poprvé konala Mezinárodní interpretační soutěž pro mladé interprety (pětiletý cyklus zahrnoval lesní roh, varhany, kontrabas, bicí nástroje a tubu). V letech 1993 až 2011 byla výhradním organizátorem Mezinárodního hudebního festivalu Brno (který zahrnoval festivaly Moravský podzim, Velikonoční festival duchovní hudby, Expozice nové hudby, Mezinárodní interpretační soutěž a Mezinárodní hudebněvědné kolokvium) společnost Ars koncert. Od roku 2012 je pořadatelem festivalu Filharmonie Brno, festival se bude pořádat nyní ve dvouletém cyklu.